# Checkley
Checkley är en ort och civil parish i Storbritannien.   Den ligger i grevskapet Staffordshire och riksdelen England, i den södra delen av landet, 200 km nordväst om huvudstaden London. Checkley ligger 118 meter över havet och antalet invånare är 5 391.
Terrängen runt Checkley är platt. Runt Checkley är det ganska tätbefolkat, med 248 invånare per kvadratkilometer. Närmaste större samhälle är Stoke-on-Trent, 17,6 km väster om Checkley. Trakten runt Checkley består i huvudsak av gräsmarker.